# Петерс, Ян (футболист, 1954)
Йоханнес (Ян) Вильхельмус Петерс (нидерл. Johannes "Jan" Wilhelmus Peters; род. 18 августа 1954, Грусбек, Гелдерланд) — нидерландский футболист, игравший на позиции полузащитника.

## Клубная карьера
Профессиональную карьеру начал в 1971 году в составе «НЕК». В 1977 году он перешёл в «АЗ-67», где помог клубу в сезоне 1980/81 сделать золотой дубль. В следующем сезоне он выступал за итальянский «Дженоа». Сезон 1985/86 играл за «Аталанту». Карьеру завершил в 1988, вернувшись в «НЕК».

## Международная карьера
Дебют за национальную сборную Нидерланд состоялся 4 сентября 1974 года в товарищеском матче против сборной Швеции. Был включен в состав на Чемпионат Европы 1976 в Югославии, где сыграл только в матче за 3-е место. Всего Петерс провёл за сборную 31 матч и забил 4 гола.

### Голы за сборную
| #  | Дата           | Место                  | Соперник  | Счёт | Результат | Турнир                  |
| -- | -------------- | ---------------------- | --------- | ---- | --------- | ----------------------- |
| 1. | 9 февраля 1977 | Уэмбли, Лондон         | Англия    | 0:1  | 0:2       | Товарищеский матч       |
| 2. | 9 февраля 1977 | Уэмбли, Лондон         | Англия    | 0:2  | 0:2       | Товарищеский матч       |
| 3. | 28 мая 1979    | Филипс, Эйндховен      | Швейцария | 3:0  | 3:0       | Квалификация на ЧЕ 1980 |
| 4. | 6 января 1981  | Сентенарио, Монтевидео | Италия    | 1:1  | 1:1       | Золотой кубок ЧМ        |

## Достижения

### Клубные
- Чемпион Нидерландов: 1980/81
- Обладатель Кубка Нидерландов: 1977/78, 1980/81, 1981/82
- Финалист Кубка УЕФА: 1980/81

### В сборной
- Бронзовый призёр чемпионата Европы: 1976